# 安田宝英
安田 宝英（やすだ たかひで、1927年1月20日 - 2021年4月）は日本の民謡歌手（奄美シマ唄唄者）、民謡指導者。ひぎゃ唄と呼ばれる奄美大島南部瀬戸内町の歌い方で、小学生から大人までを対象とした三味線、民謡教室を運営し、多くの唄者を育てた。鹿児島県徳之島の伊仙町出身、喜界島（喜界町）在住。

## 略歴
生まれ育った徳之島の伊仙町目手久（めてぐ）は「花ジマ」とも呼ばれるシマ唄文化の盛んな地域で、シマ唄好きな両親に育てられた。このため、徳之島のシマ唄は熟知していたが、1959年名瀬市（現奄美市）に渡り、農業機械の販売会社に就職すると、奄美大島のシマ唄にも親しんだ。特に1964年頃から瀬戸内町の武下和平がテレビ、ラジオ等で注目されると、ひぎゃ唄を習い覚えた。
1961年、仕事の異動で喜界島に移り住み、1968年頃から喜界島の大人に請われてシマ唄を教え始めた。1971年からは、子どもたちにシマ唄と三味線を教えるようになった。後に出身地の徳之島でも教室を開き、末子夫人と共に子どもたちにシマ唄を優しく指導することで親しまれた。これまでに千人を越える人にシマ唄の指導を行ない、文化伝承者として高く評価されており、公益財団法人日本民謡協会役員も務めた。
なお、娘の井実加（わかし みか）はシマ唄の指導とピアノの指導、演奏を行っており、また、孫の安田博樹も2010年から鹿児島県でシマ唄教室を開いて指導を行っている。
- 1927年1月20日、鹿児島県伊仙町目手久（徳之島の南部）に生まれる[1]。
- 1940年頃、シマ唄を歌うようになる。
- 1951年頃、大阪で開催された日本放送協会『NHKのど自慢』で優勝。歌手を目指すも断念。
- 1957年頃、親族で組合を結成、製糖工場を営む。
- 1959年、名瀬市に渡り、農業機械販売の明治物産に就職。
- 1961年、明治物産喜界出張所に異動。
- 1968年頃[5]、大人に請われ、仕事のかたわら、シマ唄と三味線を教えるようになる。
- 1971年、子どもたちにシマ唄を教えるようになる。
- 1973年、公民館講座の講師を始め、小学校でも教え始める。
- 1974年、農業機械修理の安田鉄工所を設立[1]して経営。
- 1983年、自作曲「喜界や よい島」完成。
- 1985年、「ボランティア部門」で喜界町から表彰される。
- 1996年、初めてコンクールに出場。「嘉徳なべかな節」で財団法人日本民謡協会民謡民舞連合大会高年部一部第2位。「文化活動部門」で喜界町から表彰される。
- 1997年、門下生を中心に喜界島などのシマ唄を収録したオムニバスCD『あさばな　奄美しまうた紀行』発売。
- 1998年、民謡教室開設30周年記念コンサート開催[3]。
- 2002年、民謡教室開設35周年記念イベント開催。徳之島町亀津に民謡教室開設。
- 2002年7月14日、奄美群島のシマ唄を収録したコンピレーションCD『アマミシマウタ』に「徳之島あさばな節」が収録。
- 2016年、喜界町表彰「教育部門」で特別文化功労賞受賞。
- 2014年7月6日、奄美大島、徳之島のシマ唄を収録したオムニバスCD『湾処WANDO 奄美しまうた紀行III』発売。
- 2016年12月3日、門下生が東京都渋谷区代官山で「安田民謡教室50周年記念ライブ」を開催[6]。
- 2017年10月6日、日本民謡協会敬寿章受章。
- 2017年11月18日、門下生が喜界町体育館で安田民謡教室50周年イベント開催。600名以上が参加[7]。
- 2021年4月、死去[2]。

## 主な門下生
- 南条かつみ(富田勝己) - 歌手。
- 井実加 - 娘、ピアニスト。
- 武利奈子
- 牧岡奈美　- 2002年奄美民謡大賞受賞。
- 永志保　- 2006年奄美民謡大賞受賞。
- 川畑さおり　- 2009年奄美民謡大賞受賞。
- 安田博樹 - 孫。
- 前泊佑香
- 田向美春
- 東郷さやか
- 澤愛香
- 指宿桃子（すもも）
- 伊成実（すもも）
- 界眞子

## ディスコグラフィ

### アルバム
- しまうた（自主制作）
  1. 朝花節
  2. 俊金節
  3. よいすら節
  4. カンツメ節
  5. 磯カナ節
  6. 嘉徳なべ加那節
  7. 塩道長浜節
  8. 三京ぬ後（くし）
  9. 徳之島節（二上がり節）

  - 囃子：西和美

### 参加作品
- 『あさばな　奄美しまうた紀行』(1997年、JABARA JAB-05)
  - M10「徳之島あさばな節」、M11「三京の後」、M12「諸鈍長浜節」、M17「いとう（労働歌）」、M18「渡しゃ」を収録。M17・M18は嶺山ソノ子と。

- 『花染　奄美しまうた紀行Ⅱ』(1998年3月21日。JABARA JAB-06)
  - 「むちゃ加那節」ほか（三味線）

- 『牧岡奈美　選曲集　胸に迫るなつかしい唄声』（1998年、セントラル楽器 C-9）
  - M5 一切朝花（三味線・太鼓）

- 『湾処WANDO 奄美しまうた紀行III』(2014年7月6日、JABARA JAB-49)
  - M2「亀津あさばな節」、M3「二上がり節」、M10「よいすら節」、M13「喜界やよい島」、M14「渡しゃ」を収録。M2・M3は西和美と、M10は奄美竪琴の阿世知幸雄と、M13・M14は三味線民謡教室の生徒と。

### コンピレーション・アルバム
- 2002年7月24日 『アマミシマウタ』(Universal インターナショナル UICZ-6001)
  - アルバム『あさばな　奄美しまうた紀行』から「徳之島あさばな節」を収録。